# Serge Kanyinda
Serge Kanyinda é um ator da República Democrática do Congo, mais conhecido por sua atuação como o Mago no filme de 2012 Rebelle. Ele tem albinismo.
Serge Kanyinda ganhou o Prêmio Tela canadense de Melhor Ator Coadjuvante em 2013.